# Izu (PL-31)
Izu (PL-31) je oceánská hlídková loď japonské pobřežní stráže. Hlavními úkoly plavidla jsou hlídkování v námořní výlučné ekonomické zóně země, průzkum oceánu, pomoc při živelních pohromách a humanitární mise. Proto je plavidlo vybaveno palubní nemocnicí.

## Stavba

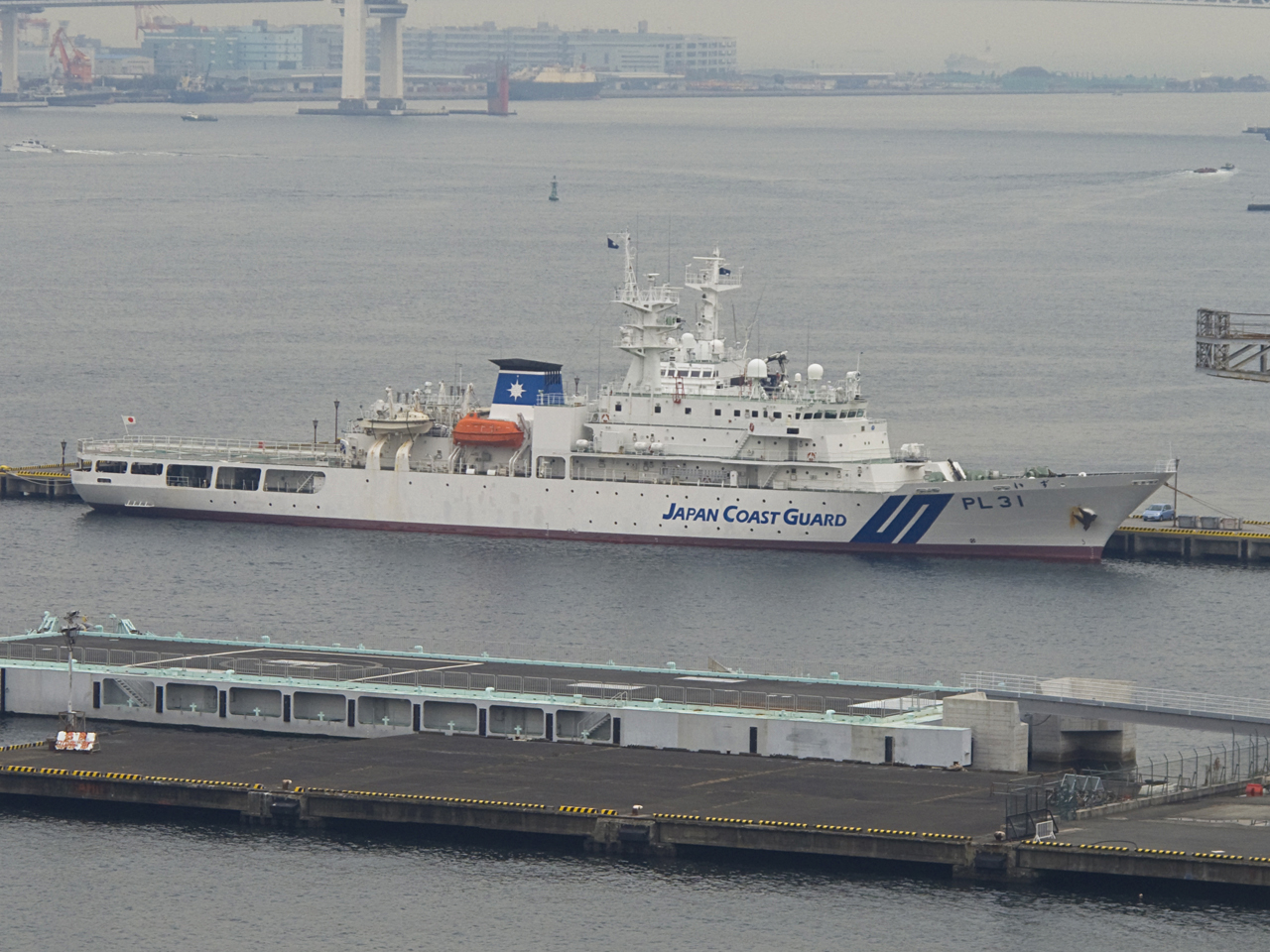
Izu (PL-31)

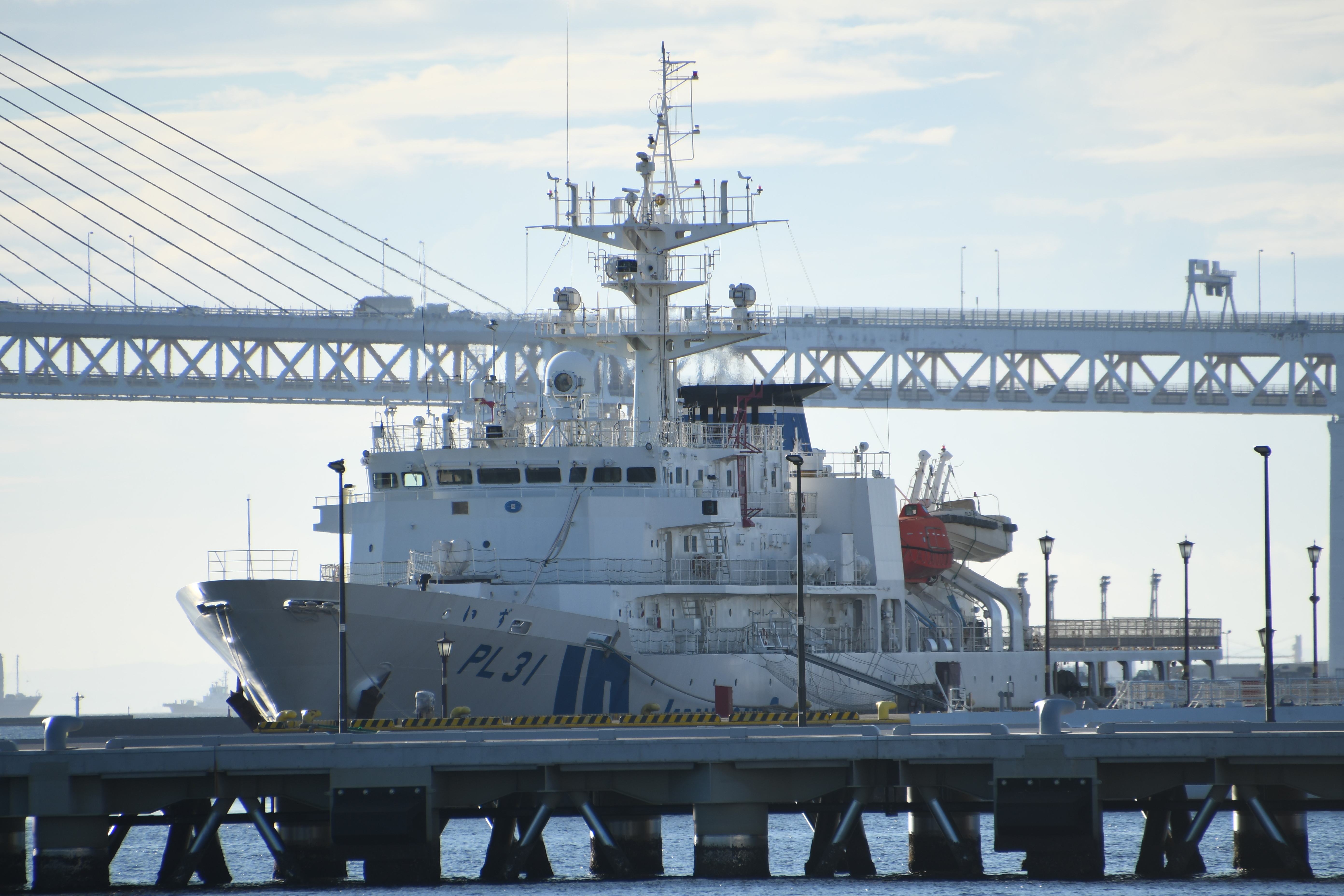
Izu (PL-31)

Plavidlo postavila japonská loděnice Kawasaki Heavy Industries v Sakaide. Kýl lodi byl založen 22. března 1996, trup byl na vodu spuštěn 7. února 1997 a hotová oceánská hlídková loď byla do služby zařazena 25. září 1997.

## Konstrukce

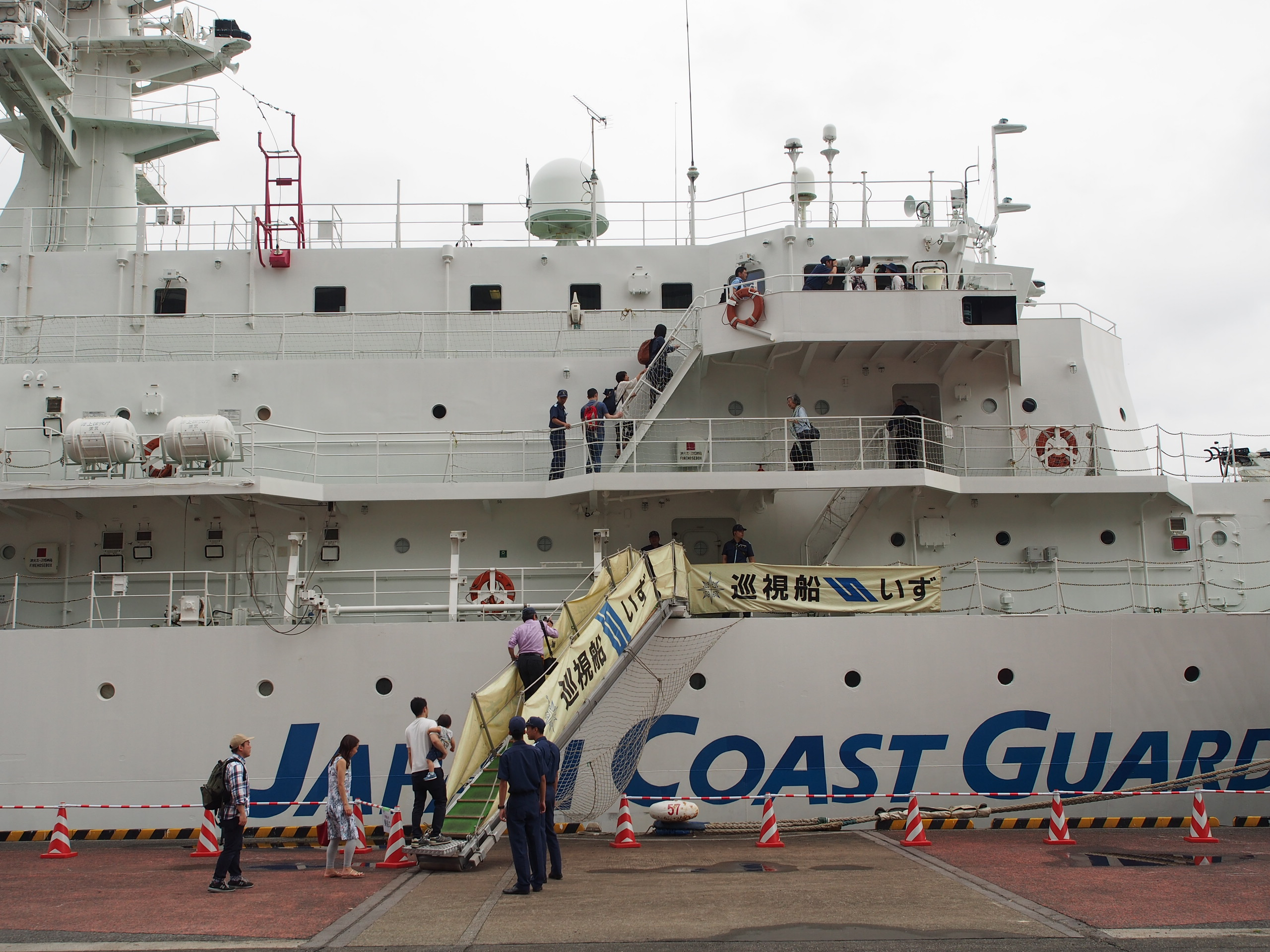
Izu (PL-31)

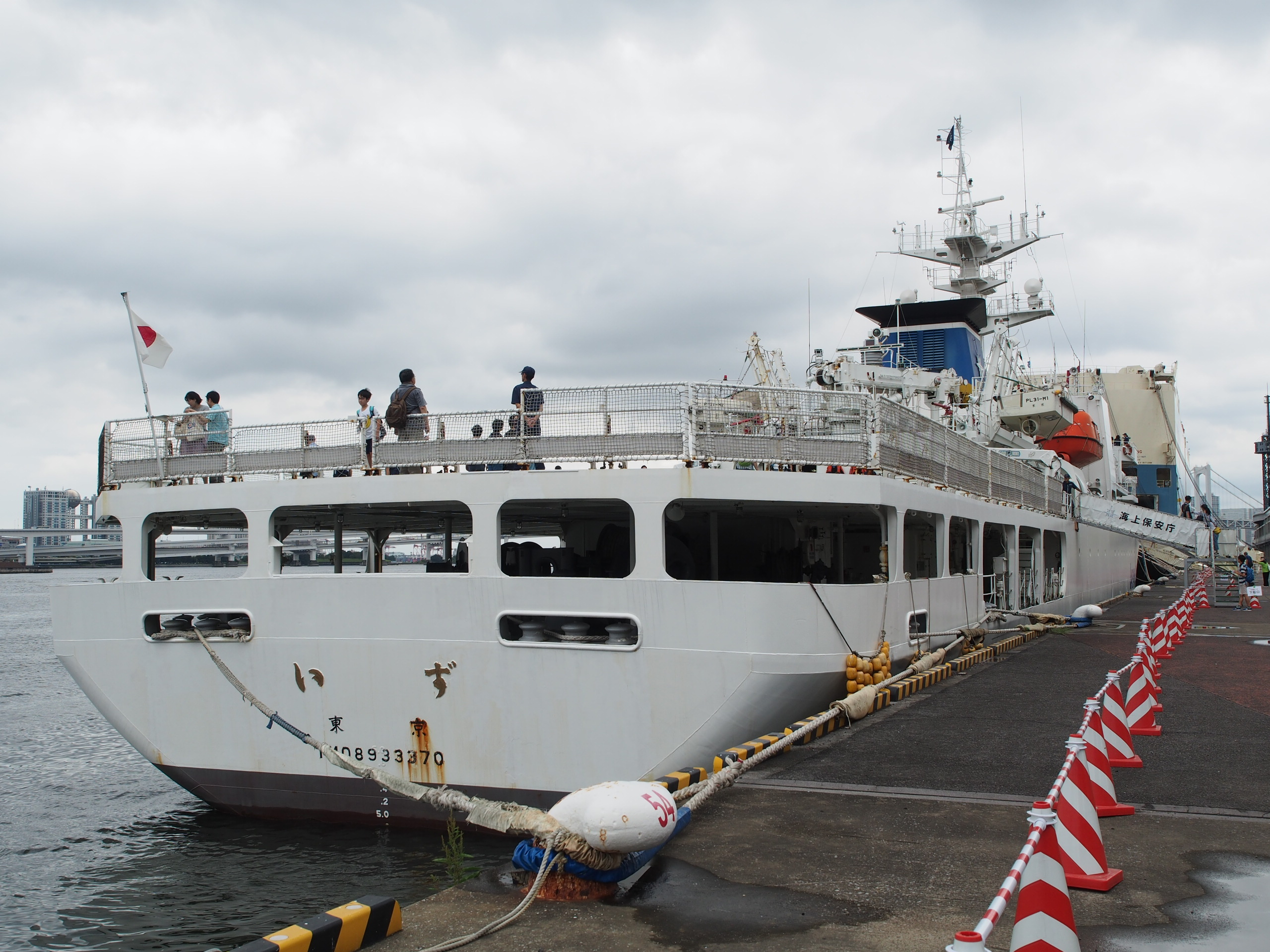
Izu (PL-31)

Plavidlo disponuje kajutami pro až 120 osob ve 21 kajutách různých velikostí. Mohou sloužit pro ubytování záchranného personálu, či oběti katastrof.
Nástavba uprostřed jsou lékařské místnosti, nemocniční místnosti, rentgen, ultrazvuk apod. Lékařská místnosti je vybaven dvěma operačními stoly a zdravotnickým zařízením, jako je inhalace kyslíku a endotracheální inhalační zařízení, které lze použít pro nouzové operace, jako je apendicitida.
Výzbroj tvoří jeden rotační 20mm kanón JM-61-MB Sea Vulcan na přídi. Plavidlo je vybaveno rychlými čluny a záchranářskými čluny z sklolaminátu. Na zádi se nachází přistávací plocha pro jeden vrtulník AS332 Super Puma. Plavidlo ale není vybaveno vrtulníkovým hangárem. Dále je vybaveno dálkově ovládaným vozidlem (ROV) a ultrazvukovým podvodním vyhledávacím zařízením (sonar pro topografii mořského dna). Před přistávací plochou se nachází sklad záchranného vybavení, kde je vybavení pro potápěče na levoboku a vybavení související s provozem ROV na pravoboku.
Pohonný systém tvoří dva diesely Niigata-SEMT-Pielstick 8PC2-6L o celkovém výkonu 12 000 bhp, pohánějící dva lodní šrouby se stavitelnými lopatkami. Manévrovací schopnosti zlepšují jeden příďový dokormidlovací zařízení. Nejvyšší rychlost dosahuje 21 uzlů.

## Galerie

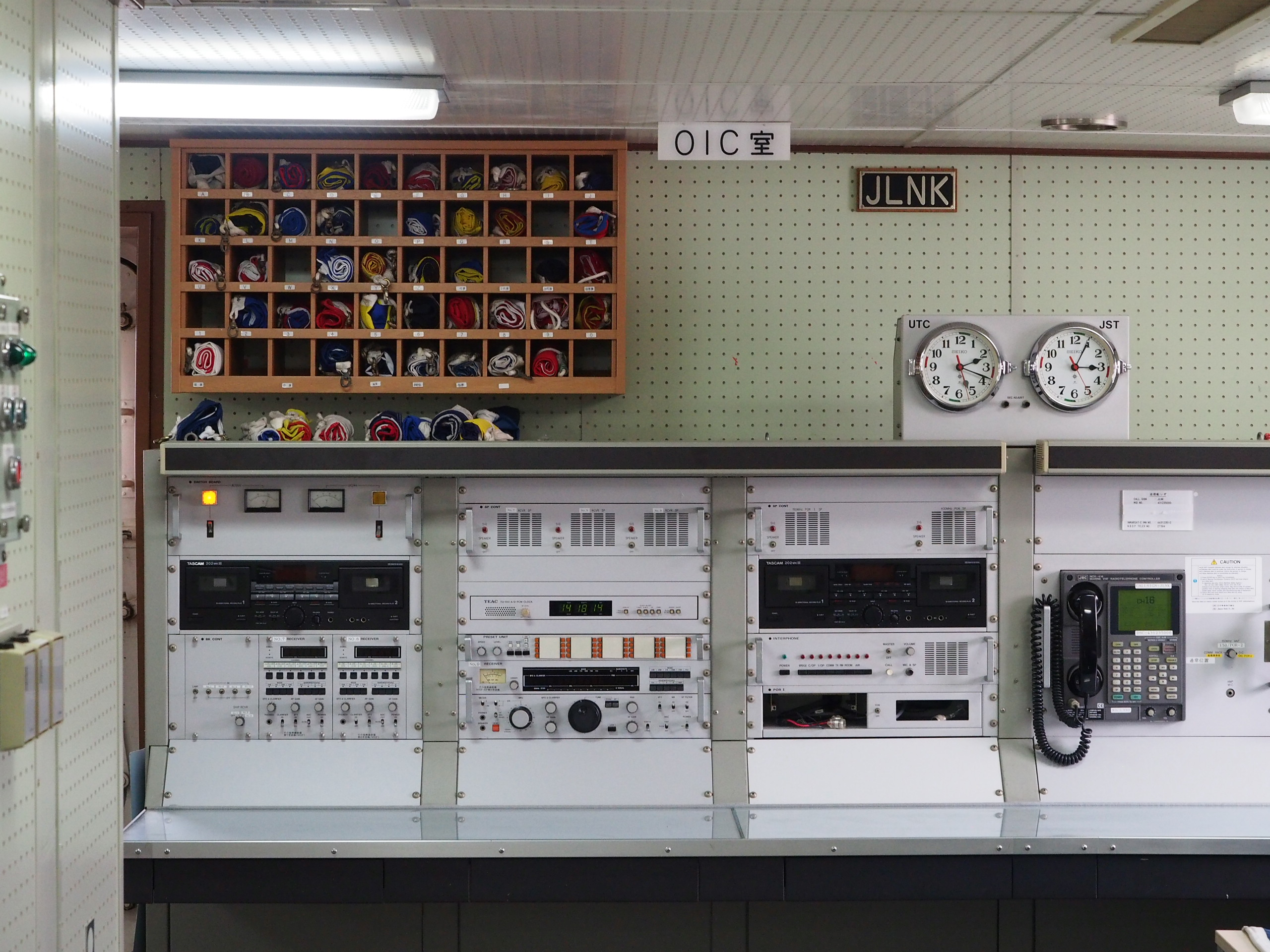
Operační informační centrum (OIC) na Izu
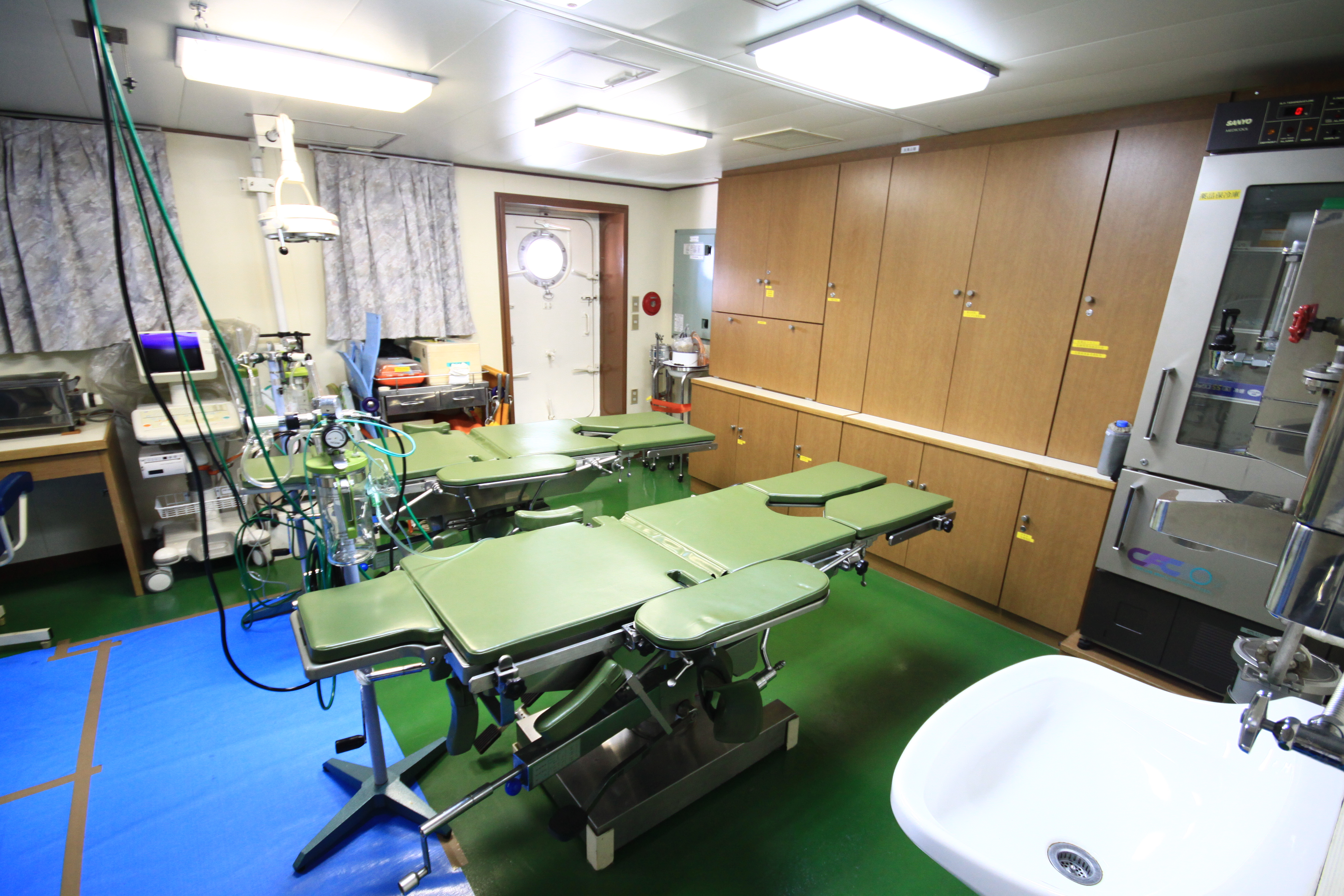
Lékařská místnosti na Izu se dvěma operačními stoly
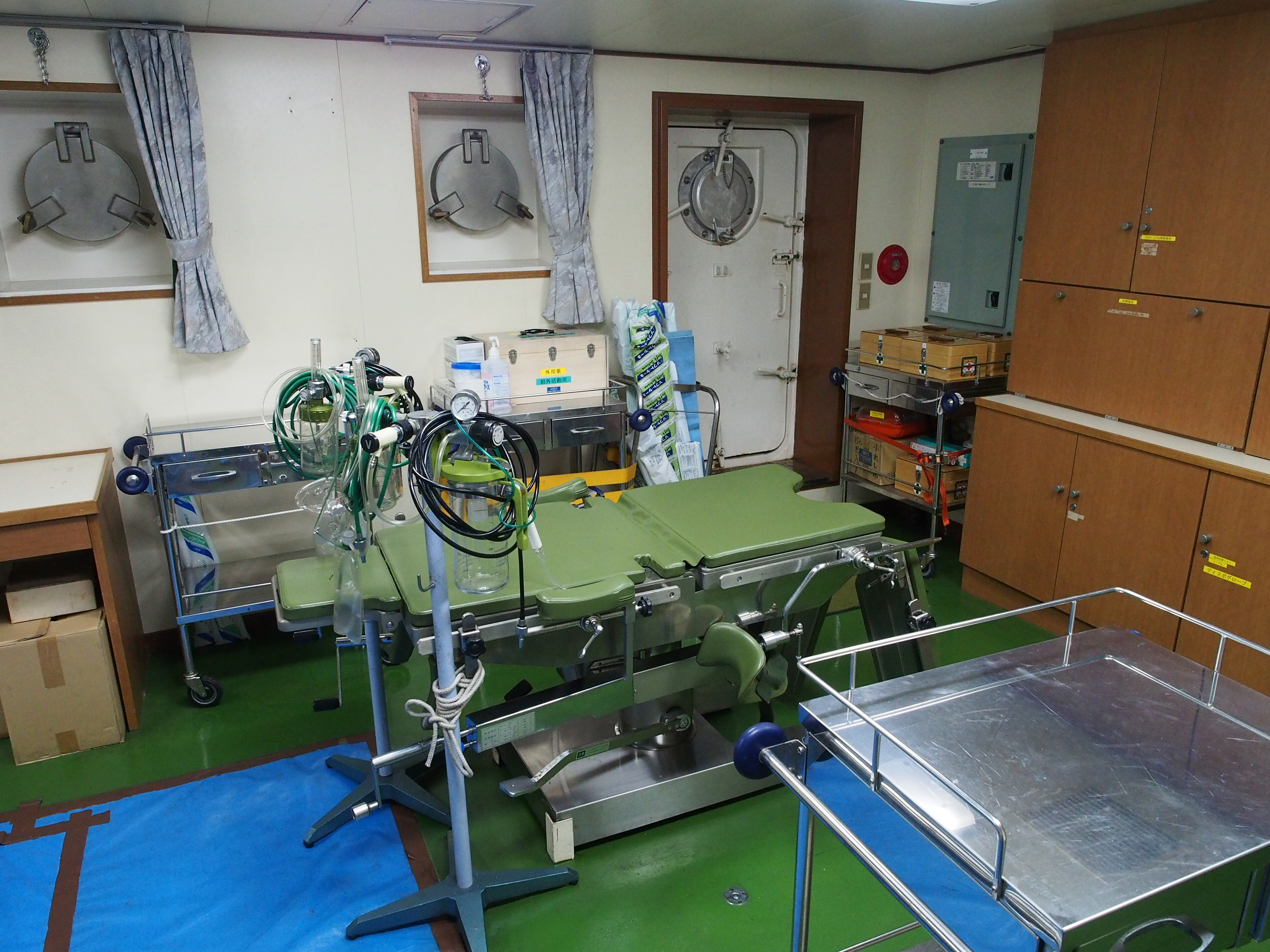
Lékařská místnosti na Izu
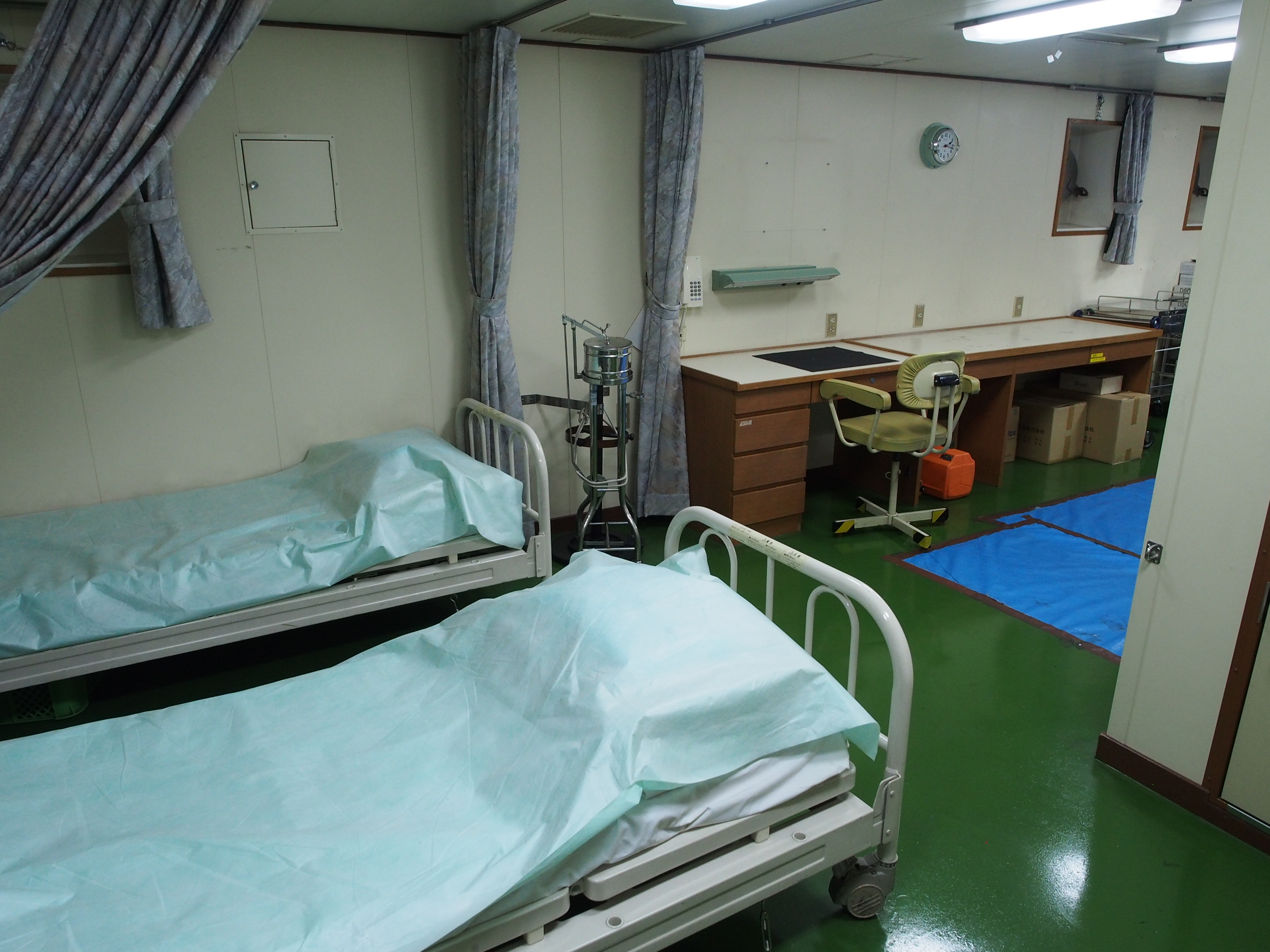
Nemocniční místnost na Izu
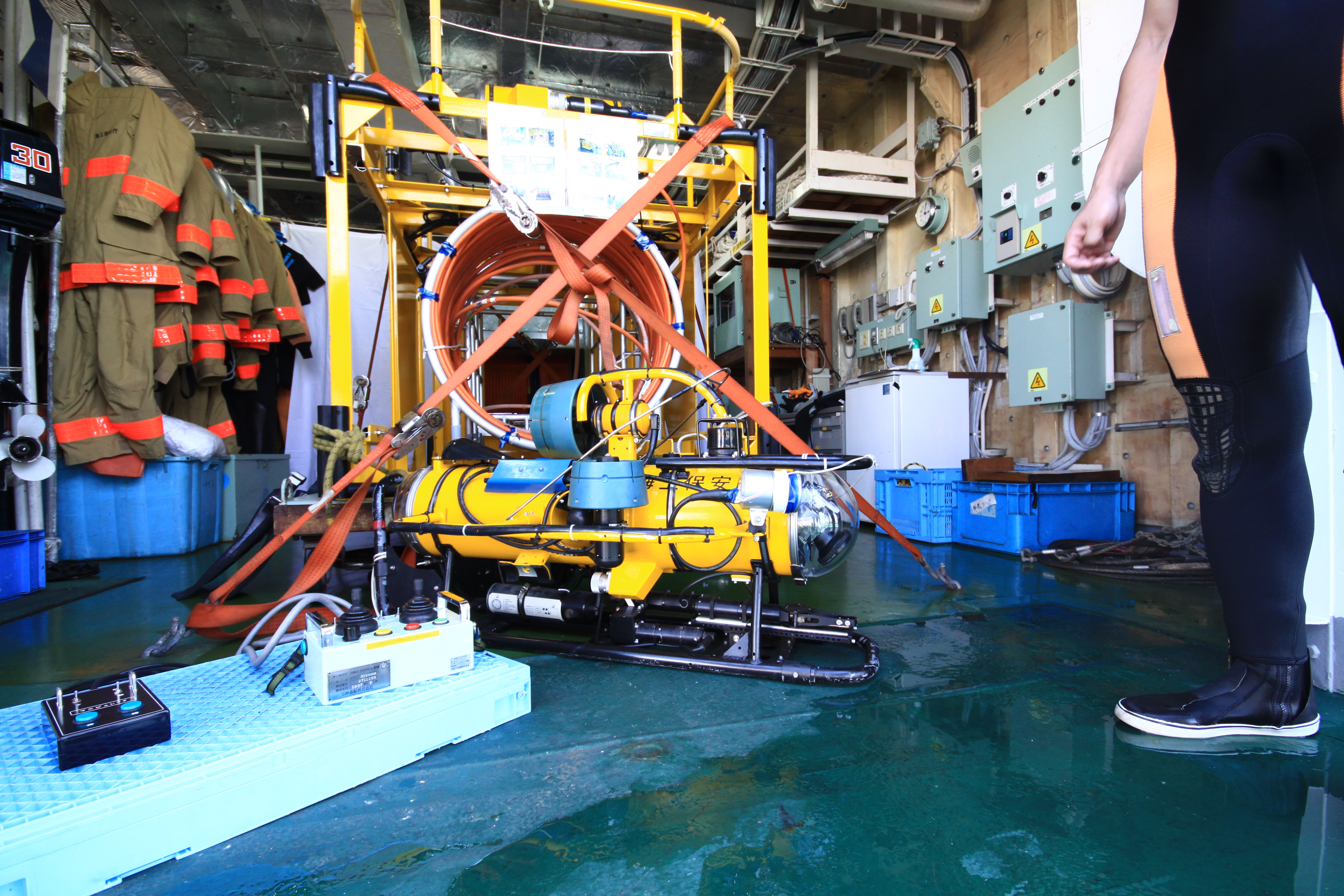
Dálkově ovládaným vozidlem na Izu